# Hector Goetinck
Hector Goetinck (5 de març de 1886 - 26 de juny de 1943) fou un futbolista belga.

## Selecció de Bèlgica
Va formar part de l'equip belga a la Copa del Món de 1930 com a entrenador. Destacà com a jugador i entrenador del Club Brugge.